# Klaus Tschütscher
Klaus Tschütscher (ur. 8 lipca 1967 w Grabs) – liechtensteiński polityk i prawnik, minister, wicepremier w latach 2005–2009, premier Liechtensteinu od 2009 do 2013.

## Życiorys
Ukończył szkołę średnią w Vaduz. W latach 1987–1993 studiował prawo na Uniwersytecie w St. Gallen. W 1996 obronił również na niej doktorat z prawa. W 2004 uzyskał magisterium w zakresie międzynarodowego prawa handlowego na Uniwersytecie Zuryskim.
Od 1993 do 1995 był asystentem na Uniwersytecie w St. Gallen. W 1995 został dyrektorem działu prawnego w państwowej administracji podatkowej Liechtensteinu. W 1996 objął stanowisko wicedyrektora całej instytucji. Od 1998 do 2005 był wykładowcą w Hochschule Liechtenstein. W 1999 został członkiem delegacji Liechtensteinu przy OECD i Unii Europejskiej, zajmujących się głównie kwestiami podatkowymi. W 2001 wchodził w skład delegacji ds. negocjacji ze Stanami Zjednoczonymi w sprawie wzajemnej pomocy prawnej.
W 2005 został członkiem prezydium Unii Patriotycznej. Od 21 kwietnia 2005 do 25 marca 2009 zajmował stanowisko wicepremiera w koalicyjnym rządzie Otmara Haslera, odpowiadał za departamenty sprawiedliwości, ekonomii oraz sportu.
Po zwycięstwie Unii Patriotycznej w wyborach parlamentarnych w 2009 został kandydatem tej partii na urząd premiera. Stworzył koalicyjny gabinet z Postępową Partią Obywatelską. 25 marca 2009 objął stanowisko premiera, które zajmował do 27 marca 2013, kończąc urzędowanie po przegranych kolejnych wyborach. Był jednocześnie ministrem do spraw ogólnych, finansów, rodziny i równych szans.
Po odejściu z polityki otworzył własną firmę konsultingową. Obejmował różne stanowiska w organach zarządzających przedsiębiorstw. W 2016 został konsulem honorowym Rosji w Liechtensteinie.

## Życie prywatne
Klaus Tschütscher jest żonaty z Jeanette Tschütscher z domu Eggenberger, ma dwoje dzieci. Zamieszkał w Ruggell.